# Monthly Notices of the Royal Astronomical Society
Monthly Notices of the Royal Astronomical Society (MNRAS) – jedno z wiodących na świecie czasopism
naukowych dotyczących astronomii i astrofizyki. Od 2013 roku jest wydawane przez Oxford University Press (wcześniej przez Wiley Blackwell) w imieniu brytyjskiego Królewskiego Towarzystwa Astronomicznego (RAS), jednak wbrew nazwie nie jest miesięcznikiem (rocznie ukazuje się 36 numerów), ani nie zawiera obwieszczeń RAS.
W MNRAS publikowane są oryginalne prace badawcze zarówno naukowców z Wielkiej Brytanii jak i z innych krajów. Kontrola redakcyjna sprawowana jest poprzez zespół złożony z zawodowych astronomów. Wszystkie artykuły przed drukiem poddawane są procedurze peer review - recenzji przez eksperta w danej dziedzinie.
Pierwszy numer MNRAS ukazał się 9 lutego 1827, jako Monthly Notices of the Astronomical Society of London.